# Igreja Antiga de Petäjävesi
A Igreja Antiga de madeira de Petäjävesi é uma igreja luterana finlandesa inscrita como Patrimônio da Humanidade da UNESCO desde 1994. Situada na comuna de Petäjävesi (centro-oeste da Finlândia, a igreja encontra-se a 31 quilômetros a oeste de Jyväskylä. Foi construída pelo mestre-carpinteiro Jaakko Klementinpoika Leppänen entre 1763 e 1765. Sua estrutura-base possui um plano em cruz grega, sobre um domo octogonal.
Toda a construção é feita de pinho natural, somente um pouco de cor vermelho-ocre em seu interior, graças a uma tradição medieval. As paredes são guarnecidas das iniciais gravadas dos carpinteiros que participaram da construção.
Em 1821, os netos do mestre-carpinteiro Erkki Jaakonpoika Leppänen alteraram a obra com a adição de um campanário com vista para um corredor de acesso e uma sacristia a oeste. As janelas foram alargadas. A igreja e a torre foram cobertas de telhas triangulares, igualmente em madeira de pinho.
No interior encontra-se uma cadeira impressionante com uma base em formato de uma estátua antiga de São Cristóvão. Encontram-se esculpidos quatro apóstolos e vários anjos. Do outro lado encontra-se o coro, e hoje a igreja já não possui mais seu órgão. Pendurado atrás do altar está uma pintura de Carl Frederik Blom "A Santa Confirmação", bem como dois retratos de Moisés e Martinho Lutero.
Assim como muitas igrejas escandinavas antigas, foi construída próxima de um lago, permitindo assim fácil acesso por vias navegáveis mesmo nos períodos de inverno.

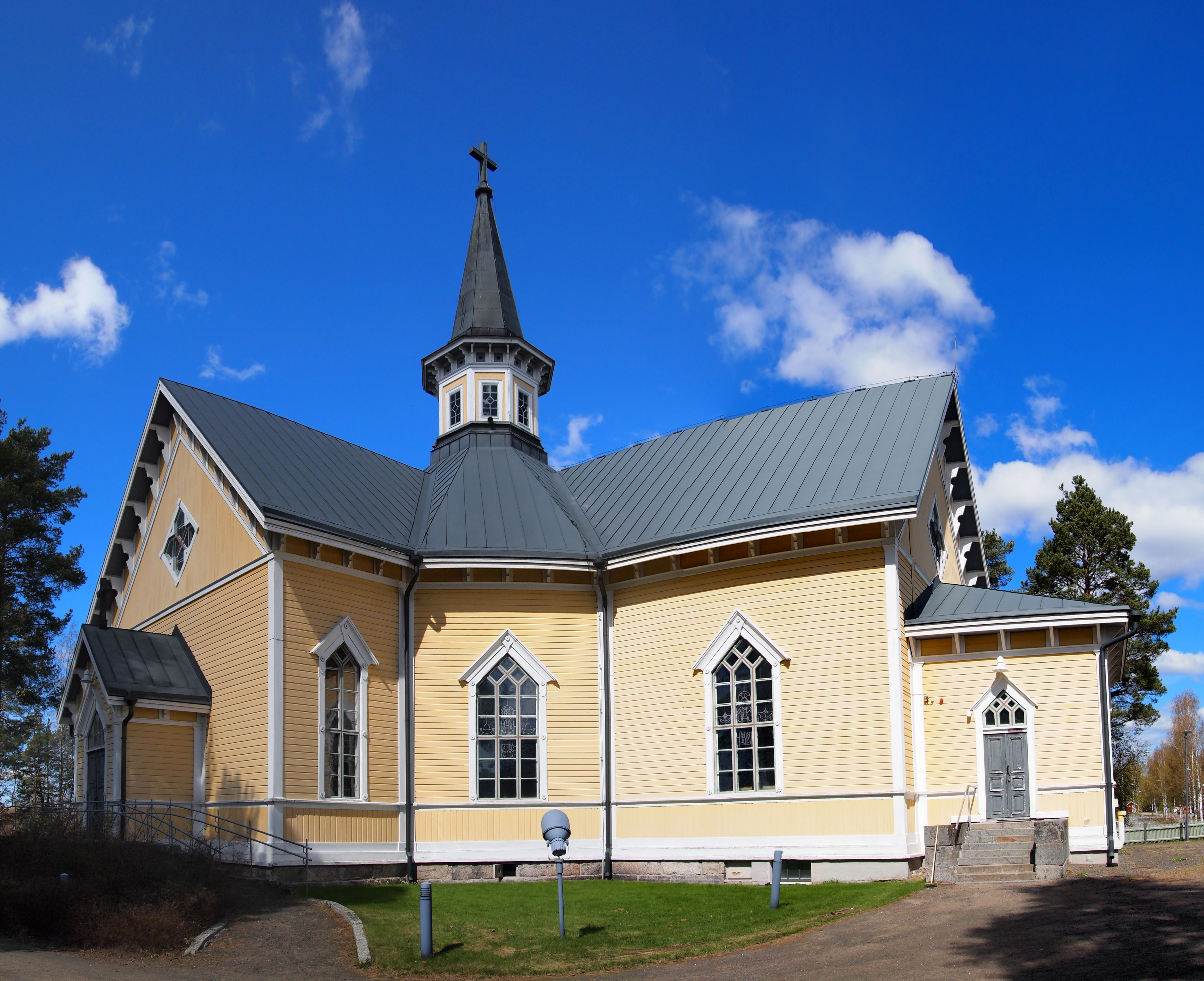
Nova Igreja de madeira de Petäjävesi

Uma nova igreja de madeira foi construída em 1879. A torre e o cemitério da antiga igreja foram utilizadas até a década de 1920. Com a ajuda do Bureau Nacional de Antiguidades e do Fundo Central de Igrejas da Finlândia, muitas restaurações foram realizadas nas décadas de 1980 e 1990. Elas aconteceram principalmente no teto e nas molduras, A parede sul foi protegida em 1987 e as partes podres da torre em 1989 e 1992. A parede que rodeia o edifício e o cemitério datam de 1997.
A igreja é utilizada ocasionalmente para grandes cerimônias religiosas como batismos e casamentos, bem como a alguns concertos.
Em 1997, alguns voluntários construíram um barco de igreja para levar os fiéis à igreja. Hoje é utilizado como atração turística. Ele foi batizado com o nome da esposa do primeiro mestre-carpinteiro Jaako Klementinpoika Leppänen, « Anna ».

## Galeria

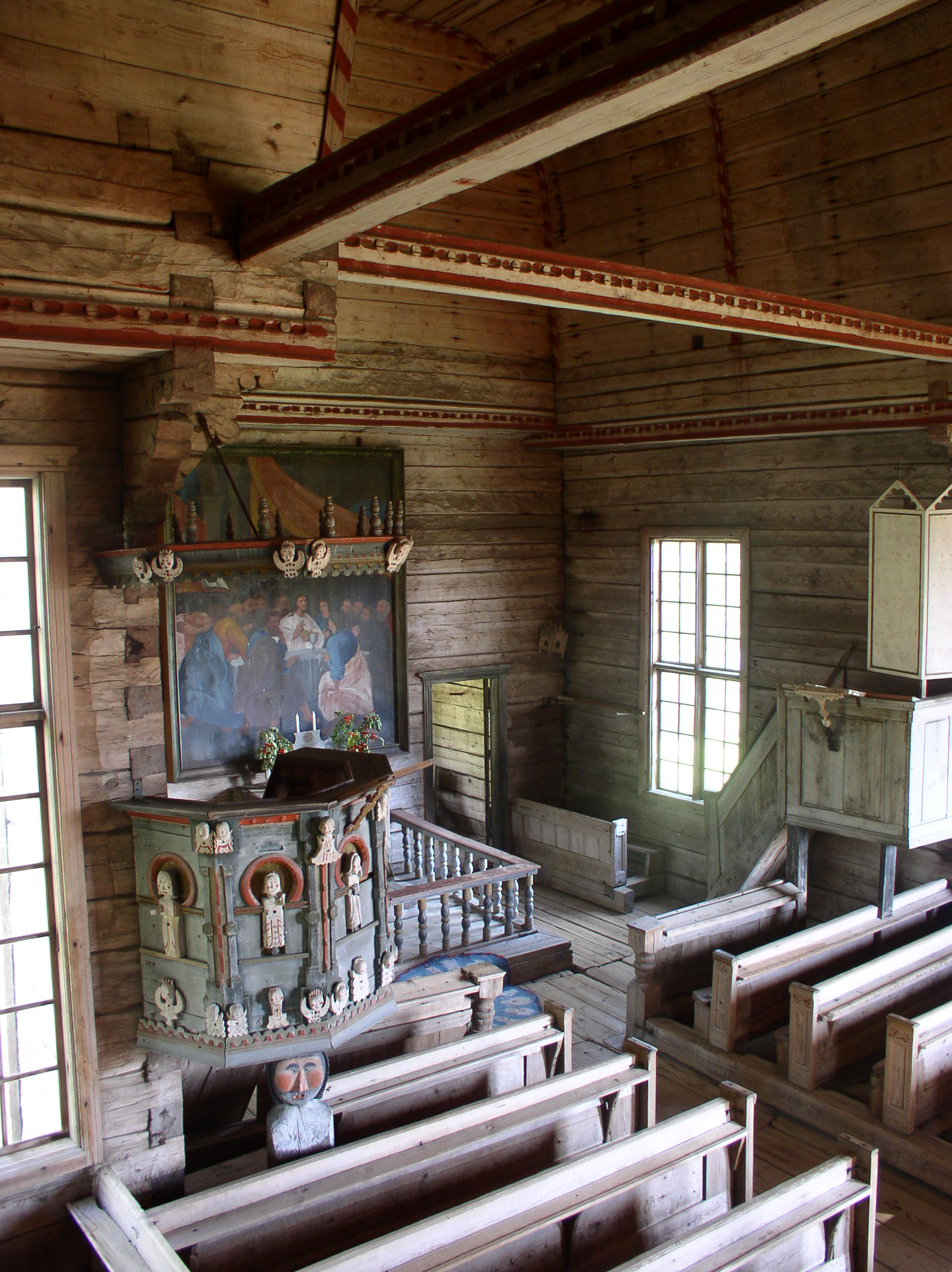
Bancos e escultura de São Cristóvão
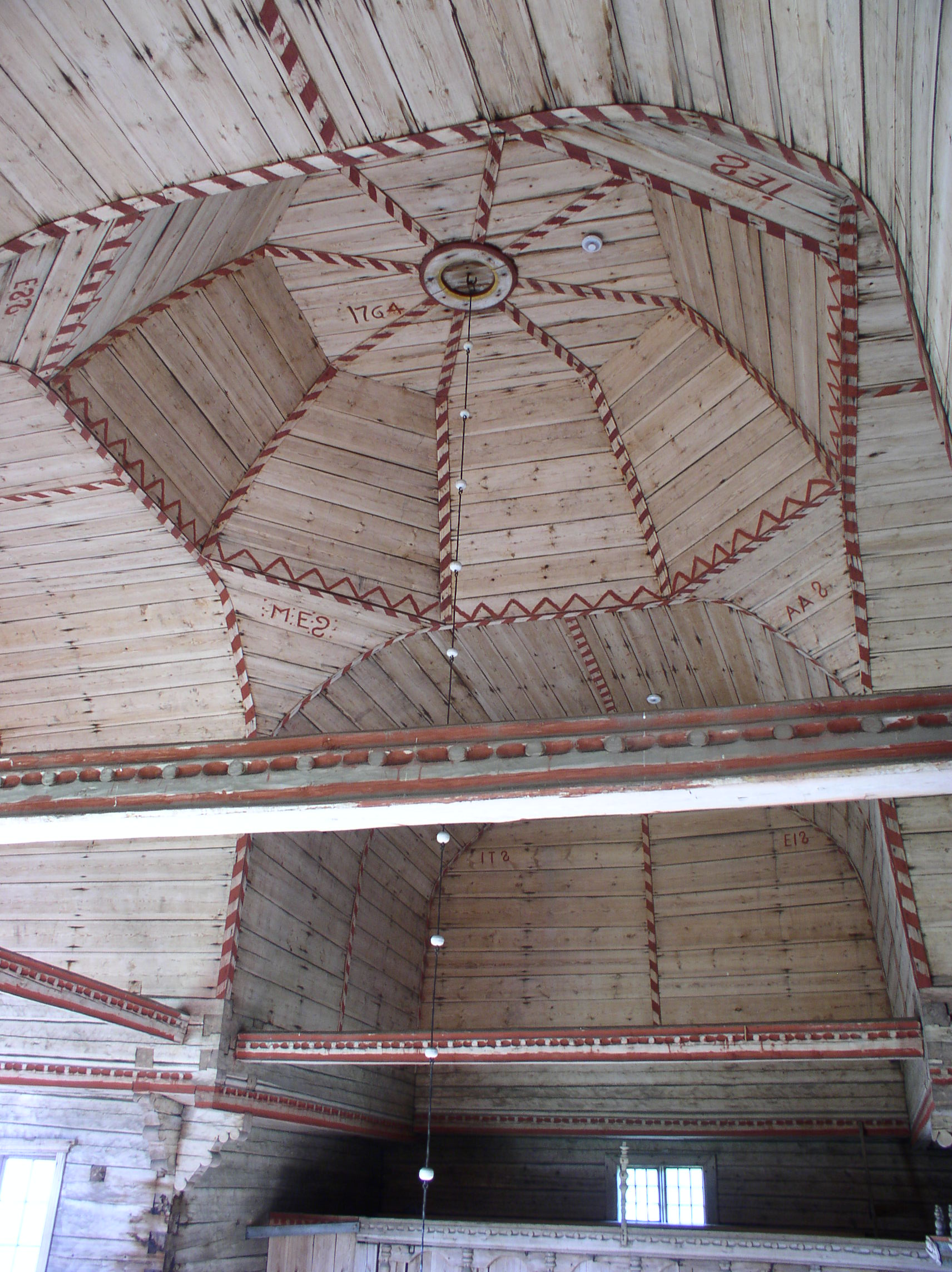
Teto da igreja